# Gamma Pegasi
Gamma Pegasi (γ Pegasi / γ Peg / 88 Pegasi) es la cuarta estrella más brillante de la constelación de Pegaso con  
magnitud aparente +2,83. Dentro de la constelación es superada en brillo por Enif (ε Pegasi), Scheat (β Pegasi) y Markab (α Pegasi), siendo una de las cuatro estrellas que forman el asterismo del cuadrante de Pegaso. Recibe el nombre tradicional de Algenib, del árabe الجنب al-janb o الجانب al-jānib («el costado»), nombre que puede inducir a error ya que también es utilizado para designar a la estrella α Persei. 
Gamma Pegasi es una estrella subgigante azul de tipo espectral B2IV situada a 333 años luz del sistema solar. Con una temperatura superficial de 21.500 K, su radio es 4,5 veces mayor que el radio solar. Considerando una significativa cantidad de energía emitida como radiación ultravioleta, su luminosidad equivale a 4000 soles.
Gamma Pegasi es una estrella variable Beta Cephei, siendo Murzim (β Canis Majoris ) y Hadar (β Centauri) dos de las estrellas más brillantes dentro de este grupo. Estas estrellas, cuya variación es debida a pulsaciones en su superficie, presentan variaciones pequeñas de brillo. El brillo de Gamma Pegasi oscila 0,09 magnitudes en un corto período de 3,6 horas. Asimismo, Gamma Pegasi es una binaria espectroscópica, con un período orbital de 6,83 días; la estrella acompañante, de la que nada se sabe, puede encontrarse a 0,15 UA de la estrella principal. 